# Matthew Hill (judoka)
Matthew Hill es un deportista australiano que compitió en judo. Ganó dos medallas en el Campeonato de Oceanía de Judo, en los años 1998 y 2000.

## Palmarés internacional
| Campeonato de Oceanía | Campeonato de Oceanía | Campeonato de Oceanía | Campeonato de Oceanía |
| Año                   | Lugar                 | Medalla               | Categoría             |
| --------------------- | --------------------- | --------------------- | --------------------- |
| 1998                  | Apia (Samoa)          | Medalla de plata      | –90 kg                |
| 2000                  | Sídney (Australia)    | Medalla de oro        | –90 kg                |